# Christ Church Nichola Town
Christ Church Nichola Town ist eines der 14 Parishes der Inselgruppe St. Kitts und Nevis. Es liegt auf der Hauptinsel Saint Kitts und hat eine Landfläche von 17,97 km². Die Hauptstadt ist Nichola Town. Die größte Stadt ist Mansion. Im Jahr 2022 wurden 2064 Einwohner gezählt.